# ムーチョ村松
ムーチョ村松（ムーチョむらまつ ）は、トーキョースタイル代表、日本の舞台映像作家・映像演出家。

## 略歴
2005年には吹越満演出出演による「フキコシソロアクトライブ」では、今までになかった新しい映像の使い方を編み出し、業界を驚かせた。
2014年には岩井秀人（ハイバイの代表）と共に「霊感少女ヒドミ」で3Dメガネを使った３D映像と演劇の融合を試みた。

2024年には、三谷幸喜作演出の「オデッサ」に関わり、第３２回読売演劇大賞にて、優秀スタッフ賞を受賞

## 作品
- 青木さん家の奥さん（2003年、演出：河原雅彦、@東京グローブ座）
- 大人計画ウーマンリブvol.8「轟天VS港カヲル」（2003年、作演出：宮藤官九郎、@サンシャイン劇場）
- フキコシ・ソロ・アクト・ライブラリー mr.モーション・ピクチャー（2005年、作演出：吹越満）
- ウーマンリブvol.9「七人の恋人」（2005年、作演出：宮藤官九郎、@本多劇場）
- ウーマンリブvol.10「ウーマンリブ先生」（2006年、作演出：宮藤官九郎、@本多劇場）
- 大人計画『ドブの輝き』[4]（2007年、作演出：松尾スズキ、宮藤官九郎 @本多劇場）
- フキコシ・ソロ・アクト・ライブラリー吹越満「XVIII」（2007年、作演出：吹越満）
- SAMURAI7（2008年、演出：岡村俊一、@青山劇場)
- ウーマンリブvol.11「七人は僕の恋人」（2008年、作演出：宮藤官九郎、@本多劇場）
- 空中ブランコ（2008年、演出：河原雅彦）
- フキコシ・ソロ・アクト・ライブ【タイトル未定】〜このライブのタイトルはタイトル未定です〜（2008年、作演出：吹越満）
- サッちゃんの明日（あした）(2009年、作演出：松尾スズキ)
- 真心一座 身も心も『流れ姉妹 たつことかつこ 第3章～獣たちの夜～』(2009年、作：千葉雅子、演出：河原雅彦＠本多劇場他)
- フキコシ・スペシャル・ソロ・アクト・ライブ スペシャル 『スペシャル』（2009年、作演出：吹越満）
- U-1グランプリCASE 03『職員室』(2009年、作演出：福田雄一マギー)
- 女信長（2009年、作：渡辺和徳、演出：岡村俊一、@青山劇場）
- エンゲキロック 『アウェーインザライフ』（2010年、作演出：河原雅彦＠赤坂BLITZ）
- 劇団EXILE W-IMPACT『レッドクリフ 〜愛〜』（2011年、演出:岸谷五朗@ル テアトル銀座 by PARCO）
- 舞台「美男（イケメン）ですね」（2011年、作演出:福原充則@神奈川芸術劇場KAAT）
- 中丸君の楽しい時間（作演出：中丸雄一、@東京グローブ座）
- 真心一座　身も心も　流れ姉妹 たつことかつこ 〜エンド・オブ・バイオレンス(2011年、作：千葉雅子、演出：河原雅彦＠本多劇場他)
- 地球ゴージャス VOL.12『海盗セブン』[5]（2012年、演出:岸谷五朗、@赤坂ACTシアター）
- ウェルカム・ニッポン(2012年、作演出：松尾スズキ)
- FUNNY BUNNY　鳥獣と寂寞の空（2012年、作演出：飯塚健 ＠青山円形劇場 ）
- 青山メインランドpresents 『謎解きはディナーのあとで』（2012年、作演出：村上大樹 ＠天王洲 銀河劇場 ）
- CUBE next「押忍!!ふんどし部!」（2012年、演出：河原雅彦@CBGKシブゲキ）
- 「阿呆の鼻毛で蜻蛉を繋ぐ」（2012年、演出：河原雅彦@本多劇場）
- ハイバイ 第57回岸田國士戯曲賞受賞 「ある女」[6]（2012年、作演出：岩井秀人、@こまばアゴラ劇場）
- 「ポリグラフ―嘘発見器―」（2012年、作演出：吹越満@東京芸術劇場他）
- ハイバイ　「霊感少女ヒドミ」（2012年、作演出：岩井秀人、@アトリエ春風舎）
- 舞台「FROGS」（2013年、作演出：岸谷五朗、@AiiA Theater Tokyo）
- イキウメ「地下室の手記」[7]（2013年、作演出：前川知大、@赤坂RED/THEATER）
- new musical SONG WRITERS （2012年、作：森雪之丞、演出:岸谷五朗、@シアタークリエ他）
- ハイバイ 「おとこたち」（2014年、作演出：岩井秀人、@東京芸術劇場シアターイースト）
- 地球ゴージャスvol.13 クザリアーナの翼（2014年、演出:岸谷五朗、@赤坂ACTシアター）
- コンダーさんの恋（2014年、作演出:G2、@明治座）
- U-1グランプリ CASE05「ジョビジョバ」（2014年、共同脚本＋共同演出：福田雄一・マギー＠赤坂REDシアター）
- DANCE EARTH PROJECT「Changes」(2014年、演出:岸谷五朗＠品川ステラボール)
- イルネス共和国（2014年、演出:加藤浩次(極楽とんぼ)銀座博品館劇場）
- TEAM NACS 第15回公演「悪童」（2015年、演出：マギー、@森ノ宮ピロティホール）
- 歌謡ファンク喜劇『いやおうなしに』（2015年、作：福原充則演出：河原雅彦@パルコ劇場）
- イルネス製作所〜今世紀最大の発明〜（2015年 演出:加藤浩次(極楽とんぼ)@東京グローブ座）
- ダンス 森山開次『サーカス』[8]（2015年、演出：森山開次、@新国立劇場小劇場）
- 才原警部の終わらない明日（2015年、作演出：福田雄一、@世田谷パブリックシアター）
- めんたいぴりり〜博多座版〜(2015年、作：中島淳彦、演出G2)
- THE SHOW INFECTED“CONNECTION”(2015年、演出大澄賢也、出演：中川晃教＠銀河劇場)
- なかよし60周年記念公演 ミュージカル「リボンの騎士」(2015年、作：浅井さやか、演出上島雪夫＠赤坂ACTシアター)
- 残酷歌劇「ライチ☆光クラブ」（2015年、演出：河原雅彦＠AiiAシアター）
- ステージ 荒木飛呂彦×森山未來「死刑執行中脱獄進行中」」（2015年、構成・演出・振付：長谷川寧＠銀河劇場）
- ミュージカル『ピーターパン』（2016年、演出：玉野和紀＠国際フォーラムC）
- ウーマンリブvol.13「七年ぶりの恋人(2016年、宮藤官九郎＠本多劇場他)
- 極楽とんぼ 単独ライブ 全国ツアー2016(2016年、極楽とんぼ＠PENNY LANE24他)
- 内村光良ライブ「内村文化祭 '17秋空」（2017年、作演出：内村光良、@草月ホール）
- フキコシ・ソロ・アクト・ライブ「夜」（2017年、作演出：吹越満）
- ジョビジョバ ライブ「Keep On Monkeys」(2017年、作・演出：マギー＠品川プリンスホテル クラブeX)
- 舞台「私のホストちゃんREBORN」（2017年、作演出：村上大樹、@サンシャイン劇場）
- シスカンパニーミュージカル「日本の歴史」（2018年、作演出：三谷幸喜、@世田谷パブリックシアター）
- 光より前に～夜明けの走者たち～（2018年、作演出：谷賢一、@ 紀伊國屋ホール）
- 舞台「曇天に笑う」（2018年、作高橋悠也演出：菜月チョビ、@銀河劇場）
- 銀河鉄道999 40周年記念 舞台 銀河鉄道999 GALAXY OPERA（2018年、作坪田文演出：児玉明子、@明治座）
- 「私のホストちゃん REBORN-絶唱大阪ミナミ編-」（2018年、作演出：村上大樹、@サンシャイン劇場他）
- 内村光良ライブ 内村文化祭'18 灼熱（2018年、作演出：内村光良、@浅草公会堂）
- 「愛と哀しみのシャーロック・ホームズ」（2019年、作演出：三谷幸喜、@世田谷パブリックシアター）
- ダンス 森山開次『NINJA』（2019年、演出：森山開次、@新国立劇場小劇場）
- 銀河鉄道999 劇場版公開40周年記念作品 舞台「銀河鉄道999」さよならメーテル～僕の永遠（2019年、作石丸さち子、演出：落石明憲、@世田谷パブリックシアター）
- ネルケプランニング ジョビジョバライブ『LET’S GO SIX MONKEYS』(作・演出：マギー＠品川プリンスホテル クラブeX)
- 「私のホストちゃん THE PREMIUM（2019年、作演出：村上大樹＠東京オルタナティブシアター他）
- 内村光良ライブ 内村文化祭'19 三茶（2019年、作演出：内村光良、@昭和女子大学 人見記念講堂）
- ミュージカル『メイビー、ハッピーエンディング』（2020年、作ウィル・アロンソン＆ヒュー・パーク、翻訳・訳詞・演出上田一豪@シアタークリエ）
- 内村光良ライブ 内村文化祭'20 配信（2020年、作演出：内村光良、@横須賀芸術劇場大ホール）
- 『竜宮 りゅうぐう』～亀の姫と季（とき）の庭～[9]（2020年、演出：森山開次@新国立劇場）[10]
- 舞台「あいつが上手で下手が僕で」（2021年、作演出：大歳倫弘、@かつしかシンフォニーヒルズモーツァルトホール）
- イマーシブ（没入型）・4K・生配信劇『魔女の夜』[11]（2021年、演出：山本卓卓、@渋谷キャスト）
- リーディングアクト　一富士茄子牛焦げルギー（2021年、作：野上絹代、演出：河原雅彦＠東京芸術劇場シアターイースト)
- KERA CROSS 第三弾『カメレオンズ・リップ』(2021年、作：ケラリーノ・サンドロヴィッチ、演出：河原雅彦＠シアタークリエ)
- A New Musical「ゆびさきと恋々」(2021年、作：飯島早苗、演出：田中麻衣子＠本多劇場)
- 内村光良ライブ 内村文化祭'21 満面（2021年、作演出：内村光良、@日本青年館ホール）
- 城山羊の会 「ワクチンの夜に」(2021年、作演出：山内ケンジ@三鷹市芸術センター　星のホール)
- 舞台「もしも命が描けたら」[12]（2021年、作演出：鈴木おさむ、@東京芸術劇場プレイハウス）
- ミュージカル『蜘蛛女のキス[13]』（2021年、演出：日澤雄介、@東京芸術劇場プレイハウス）
- なむはむだはむLIVE![14]（2021年、岩井秀人・森山未來・前野健太・種石幸也、@渋谷WWW）
- 子供の一生（2022年、演出：G2、@東京芸術劇場プレイハウス）
- 「室温〜夜の音楽〜」（2022年、演出：河原雅彦@世田谷パブリックシアター他）
- 内村光良ライブ 内村文化祭'22 紅葉（2022年、作演出：内村光良、@よみうり大手町ホール）
- 家政夫のミタゾノ THE STAGE ～お寺座(てらざ)の怪人（2022年、作：八津弘幸、演出：村上大樹、@EXシアター六本木他）
- 女の友情と筋肉 THE MUSICAL（2022年、作演出：村上大樹＠品川プリンスホテル ステラボール）
- 「ざんねん系おもタメミュージカル『ざんねんないきもの事典～いきものたちの逆襲～』」（2022年、作演出：村上大樹＠あうるすぽっと）
- 井上芳雄＆中川晃教 『僕らこそミュージック』(2022年、＠帝国劇場)
- JOVIJOVA LIVE2022『ZEROーnaked monkeys』(構成・演出：マギー@新宿シアタートップス)
- パルコ・プロデュース2022 VAMP SHOW（2022年、演出：河原雅彦、@PARCO劇場）
- 舞台『あいつが上手で下手が僕でシーズン2』（2022年、作：大歳倫弘、演出：川尻恵太、@日本青年館ホール）
- 閃光ばなし[15]（2022年、作演出：福原充則、@京都ロームシアター）
- 日本総合悲劇協会VOL.7「ドライブイン カリフォルニア」　(2022年、作演出：松尾スズキ)
- 石川さゆり 50周年記念リサイタル 心おもむくままに（2022年、@NHKホール）
- 銀河鉄道999 THE MUSICAL（2022年、作高橋亜子、演出：小山ゆうな＠青年館ホール）
- マスターピース〜傑作を君に〜（2023年、作喜安浩平、演出：マギー＠WWホール他）
- COCOON PRODUCTION 2023 舞台『パラサイト』(2023年、演出：鄭義信＠MIRANO座)
- ミュージカル「DADDY ダディ」（2023年、演出：河原雅彦、@サンシャイン劇場他）
- 「漫才ギャング」（2023年、作：岩崎う大、演出：マギー@博品館）
- 舞台「After Life」（2023年、作：ジャック・ソーン、演出：河原雅彦@新国立劇場 中劇場）
- 舞台「いいね!光源氏くん」 （2023年、作演出：村上大樹＠三越劇場）
- 明治座創業150周年記念　明治座9月純烈公演(2023年、作：横山一真 演出：村上大樹 · 出演. 純烈@明治座他)
- 『音楽劇　浅草キッド』 （2023年、作演出：福原充則@明治座]
- 内村光良ライブ 内村文化祭'23 初心（2023年、作演出：内村光良、@KAAT神奈川芸術劇場）
- 『ジャズ大名』 （2023年、作演出：福原充則@KAAT神奈川芸術劇場）
- 舞台『OUT OF ORDER』 （2023年、作：レイ・クーニー、演出：マギー@世田谷パブリックシアター）
- ウーマンリブvol.15「もうがまんできない」(2023年、宮藤官九郎＠本多劇場他)
- 舞台『銀行強盗にあって妻が縮んでしまった事件』（2023年、原作：アンドリュー・カウフマン、作演出：G2@日本青年館ホール）
- TOKYO〜the city of music and love〜（2024年、演出、城田優、金谷かほり@シアターオーブ）
- 舞台『あいつが上手で下手が僕で 決戦前夜篇』（2024年、作演出：諏訪雅、@IMMシアター
- 音楽劇『A BETTER TOMORROW -男たちの挽歌-』(2024年、作演出：鄭義信＠青年館ホール他)
- 「オデッサ」（2024年、作演出：三谷幸喜、@東京芸術劇場プレイハウス）
- ORCHARD PRODUCE 2024 鈴木優人＆バッハ・コレギウム・ジャパン×千住博 モーツァルト：オペラ《魔笛》（2024年、演出：飯塚励生＠めぐろパーシモンホール）
- 舞台『あいつが上手で下手が僕で 人生芸夢篇』（2024年、作左子光晴、演出：吉谷晃太朗、@日本青年館ホール
- メイジ・ザ・キャッツアイ（2024年、演出：河原雅彦、@明治座）
- 『女の友情と筋肉 THE MUSICAL -幸せの上腕二頭筋-』（2024年、作演出：村上大樹＠品川プリンスホテル ステラボール）
- 内村光良ライブ 内村文化祭'24 還暦（2024年、作演出：内村光良、@熊本・熊本城ホール メインホール他）
- ブロードウェイ クリスマス・ワンダーランド2024(2024年、演出金谷かほり@シアターオーブ)
- ウーマンリブvol.16「主婦 米田時江の免疫力がアップするコント６本」(2024年、作演出：宮藤官九郎＠ザ・スズナリ他)
- 明治座新春純烈公演「俺たちはダディじゃねえ！」(2025年、作：横山一真 演出：村上大樹 · 出演. 純烈@明治座他)
- KERA CROSS 第六弾『消失』(2025年、作：ケラリーノ・サンドロヴィッチ、演出：河原雅彦＠紀伊國屋サザンシアター)